# Le Majordome (film, 2013)
Pour les articles homonymes, voir Le Majordome.
Pour plus de détails, voir Fiche technique et Distribution.
Le Majordome (Lee Daniels' The Butler) est un film historique américain écrit, produit et réalisé par Lee Daniels, sorti en 2013. Le scénario est très librement inspiré de la vie d'Eugene Allen, qui est renommé Cecil Gaines dans le film.

## Synopsis
Dans les années 1920, le jeune Cecil Gaines grandit avec ses parents afro-américains dans une plantation de coton à Macon dans l'État de Georgie. Un jour de récolte, sa mère est violée par le fils de la propriétaire des lieux, Thomas Westfall, et son père est tué sous ses yeux car il ose protester. Annabeth Westfall, la mère de Thomas, prend alors Cecil sous son aile et lui apprend à être domestique (« nègre de maison ») tout en lui apprenant à lire. Quelques années plus tard, Cecil comprend qu'il doit partir de la plantation car Thomas ne le laissera pas vivre une fois sa mère disparue.
Après avoir travaillé quelque temps dans l'hôtel Excelsior à Washington D.C., où il rencontre sa future épouse Gloria, il est repéré par le chef du personnel de la Maison-Blanche pour y être majordome auprès du président. Durant ses années à la Maison-Blanche, de 1957 à 1986, il deviendra un symbole et aidera sept présidents : Dwight D. Eisenhower, John Fitzgerald Kennedy, Lyndon B. Johnson, Richard Nixon, Gerald Ford, Jimmy Carter et Ronald Reagan.
D'autre part, il aura deux enfants, Louis, et Charlie qui est né le 3 avril 1948, dont les vies refléteront l'histoire des États-Unis et notamment la ségrégation raciale et le mouvement afro-américain des droits civiques. Louis intègre l'Université Fisk au Tennessee, devient un militant de la cause noire et fait la rencontre de la militante Carol Hammie. Ils feront partie ensuite du Black Panther Party, mais Louis contrairement à Carol, finit par quitter le Black Panther Party (ainsi que Carol, d'ailleurs), ne partageant pas la radicalisation du mouvement. Louis choisira la voie politique pour défendre ses idéaux. Charlie, quant à lui, après avoir intégré l'Université Howard, décide de s'engager dans l'armée, lors de la Guerre du Viêt Nam et il meurt le 9 septembre 1973. Il sera enterré au cimetière national d'Arlington.

### Événements et personnages historiques
- La servitude de Cecil Gaines dans le film est parfois comparée à l'oncle Tom, personnage du roman d'Harriet Beecher Stowe.
- Neuf de Little Rock en 1957 lors de la présidence de Dwight D. Eisenhower, qui mentionne l'étudiante Minnijean Brown-Trickey et le gouverneur Orval Faubus.
- Le meurtre d'Emmett Till et l'engagement de sa mère, Mamie Till.
- Les sit-ins de Nashville et l'occupation par les militants d'un restaurant Woolworth's.
- La campagne de Birmingham avec l'un des bus Freedom ride qui fut incendié par le Ku Klux Klan.
- Le discours sur les droits civiques du président John Fitzgerald Kennedy, le 11 juin 1963 à la Maison Blanche.
- Cecil Gaines qui lit une histoire à Caroline, fille du président Kennedy.
- L'assassinat de John F. Kennedy le 22 novembre 1963.
- Jacqueline Kennedy qui offre une cravate de son mari à Cecil Gaines.
- Les marches de Selma à Montgomery, les 7, 9 et 25 mars 1965.
- Le discours du président Lyndon Johnson, le 15 mars 1965, devant le Congrès des États-Unis, concernant le projet de loi du Voting Rights Act, qui fait suite au Civil Rights Act de 1964.
- La politique de Martin Luther King et de Malcolm X.
- L'assassinat de Martin Luther King le 4 avril 1968 et les émeutes qui ont suivi à travers les États-Unis.
- Le Black Panther Party.
- La démission du président Richard Nixon à la suite du scandale du Watergate.
- La politique du président Ronald Reagan concernant l'Apartheid en Afrique du Sud, (Constructive engagement, Comprehensive Anti-Apartheid Act).
- La campagne de libération de Nelson Mandela.
- La campagne présidentielle de Barack Obama de 2008 et le discours de celui-ci à Chicago, le 4 novembre 2008, jour de son élection.

## Fiche technique
- Titre original complet : Lee Daniels' The Butler
- Titre français : Le Majordome
- Réalisation : Lee Daniels
- Scénario : Lee Daniels et Danny Strong, d'après l'article A Butler Well Served by This Election de Wil Haygood
- Musique : Rodrigo Leão (pt)
- Direction artistique : Tim Galvin
- Décors :Jason Baldwin Stewart
- Costumes : Ruth E. Carter
- Photographie : Andrew Dunn
- Montage : Joe Klotz (en)
- Production : Lee Daniels, Cassian Elwes, Buddy Patrick, Pamela Oas Williams et Laura Ziskin
- Sociétés de production : Laura Ziskin Productions et Windy Hill Pictures
- Sociétés de distribution : The Weinstein Company (États-Unis), Metropolitan Filmexport (France)
- Budget : 30 millions de dollars[1]
- Pays de production :  États-Unis
- Langue originale : anglais
- Format : couleur - 2,35:1 - 35 mm - son Dolby numérique
- Genre : historique
- Durée : 132 minutes
- Dates de sortie :
  - Canada, États-Unis : 16 août 2013
  - France : 11 septembre 2013

## Distribution
- Forest Whitaker (VF : Emmanuel Jacomy) : Cecil Gaines
- Oprah Winfrey (VF : Élisabeth Wiener) : Gloria Gaines
- David Oyelowo (VF : Daniel Lobé) : Louis Gaines
- John Cusack (VF : Renaud Marx) : Richard Nixon
- Robin Williams (VF : Michel Papineschi) : Dwight Eisenhower
- Cuba Gooding Jr. (VF : Thierry Desroses) : Carter Wilson
- Lenny Kravitz (VF : Raphaël Cohen) : James Holloway
- Terrence Howard (VF : Serge Faliu) : Howard
- James Marsden (VF : Damien Boisseau) : John F. Kennedy
- Minka Kelly : Jackie Kennedy
- Liev Schreiber (VF : Jérémie Covillault) : Lyndon B. Johnson
- Alan Rickman (VF : Stefan Godin) : Ronald Reagan
- Jane Fonda (VF : Évelyn Séléna) : Nancy Reagan
- Yaya DaCosta : Carol Hammie
- Mariah Carey : Hattie Pearl
- Alex Pettyfer (VF : Jean-Christophe Dollé) : Thomas Westfall
- Vanessa Redgrave : Annabeth Westfall
- Melissa Leo : Mamie Eisenhower (coupée au montage)
- Colman Domingo (VF : Jean-Paul Pitolin) : Freddie Fallows
- Jesse Williams (VF : Anatole de Bodinat) : James Lawson
- David Banner (VF : Asto Montcho) : Earl Gaines
- Nelsan Ellis (VF : Cyril Gueï) : Martin Luther King
- Mo McRae (VF : Jean-Baptiste Anoumon) : Eldridge Huggins
- Clarence Williams III (VF : Modeste Nzapassara) : Maynard
- Elijah Kelley (VF : Jimmy Woha-Woha) : Charles Gaines (de 15 à 25 ans)
- Michael Rainey Jr. : Cecil Gaines enfant
- Stephen Rider (en) (VF : Bruno Henry) : l'amiral Rochon (en)
- James DuMont : Sherman Adams
- Robert Aberdeen : Herbert Brownell Junior
- Alex Manette : H. R. Haldeman
- Colin Walker : John Ehrlichman
- Adriane Lenox (en) (VF : Aïssatou Thiam) : Gina
- Pernell Walker (VF : Laura Zichy) : Lorraine
- Chloe Barach : Caroline Kennedy

Source et légende : Version française (VF) sur RS Doublage et AlloDoublage

## Production

### Développement
Le scénario de Danny Strong est basé sur l'article de Will Haygood A Butler Well Served by This Election paru dans le Washington Post en novembre 2008, à l'occasion de l'élection de Barack Obama.

### Distribution
Habituée aux plateaux de télévision, Oprah Winfrey retrouve le cinéma après La Couleur Pourpre, un film de Steven Spielberg en 1985 pour lequel elle a été nommée pour l'Oscar de la meilleure actrice dans un second rôle et Beloved en 1998, sans compter quelques caméos.
Robin Williams incarne ici le président Dwight Eisenhower, après avoir joué Theodore Roosevelt dans La Nuit au musée en 2006.
Minka Kelly et James Marsden tiennent ici les rôles de Jackie et John Kennedy, qui avaient été proposés à Mila Kunis et Matthew McConaughey.
La chanteuse Mariah Carey retrouve ici le réalisateur Lee Daniels, qui l'avait dirigée dans Precious.

### Tournage
Le film a été tourné en Louisiane, notamment à La Nouvelle-Orléans et à Houma. Le tournage a été perturbé par l'ouragan Isaac, l'équipe s'est arrêtée pendant environ une semaine lorsque le tournage eut lieu à La Nouvelle-Orléans.

## Bande originale
Sauf indication contraire ou complémentaire, les informations mentionnées dans cette section proviennent du générique de fin de l'œuvre audiovisuelle présentée ici.
- Concerto pour piano en la mineur opus 54 de Robert Schumann de 1845.
- I'm Determined To Run This Race par The Meditation Singers (en).
- It Hurts Me to My Heart (en) par Faye Adams de 1954.
- Sonate pour piano nº 16 en do majeur de Wolfgang Amadeus Mozart de 1788.
- Ain't That a Kick in the Head ? (en) par Dean Martin de 1960.
- Function at the Junction par Shorty Long (en) de 1966.
- Variations pour piano sur « Ah ! vous dirai-je, maman » de Wolfgang Amadeus Mozart.
- Trio pour piano nº 1 en ré mineur opus 49 de Felix Mendelssohn de 1839.
- Tell Him (en) par Patti Drew de 1967.
- Babalú (en) par Margarita Lecuona (en) de 1939.
- Bull Connor de Tom Phillips.
- I'll Close My Eyes (en) par Dinah Washington de 1957.
- We Shall Overcome.
- Out of Sight (en) par James Brown de 1964.
- In the Middle of the Night par Fantasia Barrino.
- Woke Up This Morning (With My Mind Stayed On Freedom) (en).
- You And I Ain't Nothin' No More par Gladys Knight.
- Party Is a Groovy Thing par The People's Choice (en) de 1974.
- Hail to the Chief.
- Rondo en do majeur pour violon et orchestre de Wolfgang Amadeus Mozart de 1781.
- Family Reunion par The O'Jays de 1975.
- Praeludium de la Partita n° 1 en si bémol majeur de Johann Sebastian Bach.

### Musiques non mentionnées dans le générique
Par Rodrigo Leão (pt) :
- 1926
- Time To Leave
- Learning The Ropes
- White House Call
- Louis Graduates
- Louis Leaves
- Woolworth
- The Courthouse
- Time Lane
- White House’s Waltz
- Kids Hosed Down
- Changes
- Segregation Speech
- JFK Died
- Vietnam War
- Inlight
- The Black Panthers
- Cecil Regrets
- Invitation
- Cecil’s Memories
- Louis Is A Hero
- Civil Rights
- Gloria Dies
- The Butler

Par João Eleutério (pt) :
- Freedom Bus

Par Steve Bartek :
- Amazing Grace Intro

## Titre du film
Le titre original du film était The Butler, qui sera traduit littéralement en français par Le Majordome. Cependant, la Warner Bros. fait pression sur la Weinstein Company car la Warner possède les droits d'un court-métrage de 1916 intitulé The Butler. La Warner porte plainte. Selon Harvey Weinstein, la Warner aurait fait pression sur lui et sa société pour qu'il abandonne ses droits sur Le Hobbit : Un voyage inattendu, produit par la Warner, en échange de l'abandon de la plainte. Finalement, le film est donc rebaptisé Lee Daniels' The Butler pour éviter la confusion.

## Accueil

### Accueil critique
Sur l'agrégateur américain Rotten Tomatoes, le film récolte 72 % d'opinions favorables pour 194 critiques. Sur Metacritic, il obtient une note moyenne de 65⁄100 pour 47 critiques.
En France, le site Allociné propose une note moyenne de 3,2⁄5 à partir de l'interprétation de critiques provenant de 20 titres de presse.
Plusieurs critiques sont insatisfaites de la représentation de l'histoire par le film, trop hagiographique. Il est aussi reproché l'absence de Gerald Ford et de Jimmy Carter,. Lee Daniel justifie l'absence pour le rythme narratif.

### Box-office
| Pays ou région | Box-office        | Date d'arrêt du box-office | Nombre de semaines |
| -------------- | ----------------- | -------------------------- | ------------------ |
| États-Unis     | 116 632 095 $,    | 13 février 2014            | 26                 |
| France         | 1 932 081 entrées | 31 décembre 2013           | 16                 |
| Monde          | 176 598 908 $     | 2 mars 2014                | -                  |

## Distinctions

### Récompenses
- Washington D.C. Area Film Critics Association Awards 2013 :
  - The Joe Barber Award for Best Portrayal of Washington DC
- Africain-American Film Critics Association Awards 2013 :
  - Meilleur acteur pour Forest Whitaker
  - Meilleure actrice dans un second rôle pour Oprah Winfrey
- NAACP Image Awards 2014 :
  - Meilleur acteur pour Forest Whitaker
  - Meilleur acteur dans un second rôle pour David Oyelowo

### Nominations et sélections
- Festival du cinéma américain de Deauville 2013 : hors compétition, sélection « Premières »

- British Academy Film Awards 2014 :
  - Meilleure actrice dans un second rôle pour Oprah Winfrey
  - Meilleurs maquillages et coiffures pour Debra Denson, Beverly Jo Pryor et Candace Neal
- Critics' Choice Movie Awards 2014 : meilleure actrice dans un second rôle pour Oprah Winfrey
- Satellite Awards 2014 :
  - Meilleur acteur pour Forest Whitaker
  - Meilleure actrice dans un second rôle pour Oprah Winfrey
  - Meilleure direction artistique
- Screen Actors Guild Awards 2014 :
  - Meilleur acteur pour Forest Whitaker
  - Meilleure actrice dans un second rôle pour Oprah Winfrey
  - Meilleure distribution